# رابرت ای. سینیدر
رابرت ای. سینِـیدر (انگلیسی: Robert A. Cinader؛ ۱۰ نوامبر ۱۹۲۴ – ۱۶ نوامبر ۱۹۸۲) یک تهیه‌کننده تلویزیونی اهل ایالات متحده آمریکا بود.
از فیلم‌ها یا مجموعه‌های تلویزیونی که وی در آن‌ها نقش داشته است می‌توان به وضعیت اضطراری! اشاره نمود.